# Nhà thờ chính tòa Qui Nhơn

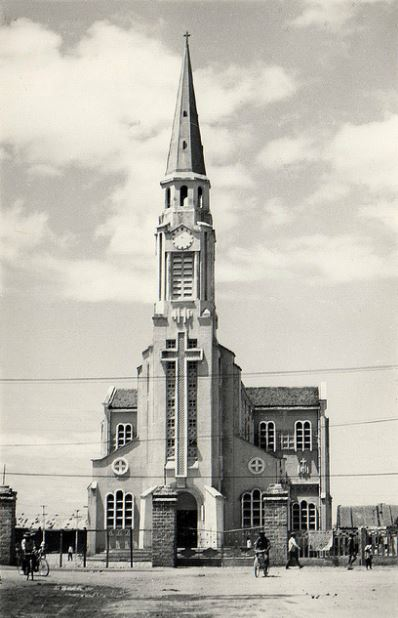
Nhà thờ chính tòa Qui Nhơn

Nhà thờ chính tòa Qui Nhơn còn gọi là Nhà thờ Nhọn nằm ở số 122 đường Trần Hưng Đạo, phường Quy Nhơn, tỉnh Gia Lai. Đây là nhà thờ chính tòa của Giáo phận Qui Nhơn. Nhà thờ chính tòa Qui Nhơn cách Hà Nội 1.063km và cách Thành phố Hồ Chí Minh 645 km.
Năm 1924, Giáo phận Đông Đàng Trong được đổi thành Giáo phận Qui Nhơn. Tòa Giám mục lúc này đặt ở Làng Sông, huyện Tuy Phước, tỉnh Bình Định, nhà thờ chính tòa của giáo phận là nhà thờ Tiểu Chủng viện Làng Sông. Nhà thờ này được Giám mục Van Camelbeke Hân khởi công xây dựng vào năm 1892 và vẫn còn tồn tại đến ngày nay.
Năm 1930, Giám mục Tardieu dời tòa Giám mục xuống Qui Nhơn. Nhà thờ giáo xứ Qui Nhơn được sử dụng như nhà thờ chính tòa. Tuy nhiên do nhà thờ này nhỏ hẹp nên ngày 1 tháng 10 năm 1938, Giám mục Tardieu đã khởi công xây dựng nhà thờ chính tòa mới. Nhà thờ này do hội kiến trúc SIDEC thiết kế và được khánh thành vào ngày 10 tháng 12 năm 1939 với tước hiệu Đức Mẹ Mân Côi.
Nhà thờ được xây dựng theo bố cục hình thánh giá, dài 57,5 mét, rộng 22,6 mét, hai hàng cột đúc ximăng cốt thép. Gian chính giữa rộng 8 mét, cung thánh rộng 8 mét, dài 14,50 mét. Sau cung thánh có 5 bàn thờ phụ. Nhà thờ có sức chứa lên đến 1.500 người. Điểm đặc biệt là nhà thờ có một tháp nhọn cao 47,2 mét cao vút lên nền trời. Chính điều này lý giải vì sao người dân thường quen gọi đây là nhà thờ nhọn.
Trong thời gian 1945-1975, mặc dù có lệnh tiêu thổ kháng chiến được ban hành vào cuối năm 1946 nhưng nhà thờ chính tòa Qui Nhơn đã không bị tàn phá. Dưới thời linh mục Phêrô Nguyễn Đình Tịch làm chính xứ, nhà thờ được tu sửa. Ngày 23 tháng 2 năm 1962, quả chuông lớn nặng 1.800 kg của nhà thờ thánh Pancratius ở Chicago, Mỹ được dâng cúng cho nhà thờ chính tòa.
Ngày 25 tháng 6 năm 1961, Giám mục Phêrô Maria Phạm Ngọc Chi chọn Đức Mẹ hồn xác lên trời làm bổn mạng nhà thờ. Ngày 19 tháng 3 năm 1963, bàn thờ bằng một khối hồng thạch có hình dáng hòm bia thánh được đặt ở cung thánh. Cũng trong dịp nầy, tượng Đức Mẹ hồn xác lên trời được đặt trên trụ đá kê giữa bàn thờ.
Để mừng kỷ niệm 50 năm xây dựng nhà thờ chính tòa Qui Nhơn 1939-1989, Giám mục Phaolô Huỳnh Đông Các đã cho lát đá hoa cương gian cung thánh và sơn quét lại ngôi thánh đường. Đồng thời khởi công xây dựng Hang Đá Lộ Đức bên cạnh nhà thờ chính tòa.
Năm 1992, đồng hồ điện tử có bốn mặt được đặt trên tháp chuông. Điểm đặc biệt là bên cạnh tiếng chuông đồng hồ còn có bài nhạc thánh ca Ave Ave Ave Maria phát ra mỗi khi điểm giờ. Năm 2005, kỷ niệm 100 năm thành lập giáo xứ, linh mục Anrê Huỳnh Thanh Khương đã tu sửa nhà thờ, thay nền gạch bông, nới rộng, nâng cao và lát đá granite nền cung thánh.